# Hobart (Oklahoma)
Hobart és una ciutat dels Estats Units a l'estat d'Oklahoma. Segons el cens del 2000 tenia 3.997 habitants.

## Demografia
Segons el cens del 2000, Hobart tenia 3.997 habitants, 1.584 habitatges, i 1.031 famílies. La densitat de població era de 569,5 habitants per km².
Dels 1.584 habitatges en un 29,3% hi vivien nens de menys de 18 anys, en un 49,1% hi vivien parelles casades, en un 11,8% dones solteres, i en un 34,9% no eren unitats familiars. En el 32,4% dels habitatges hi vivien persones soles el 17,7% de les quals corresponia a persones de 65 anys o més que vivien soles. El nombre mitjà de persones vivint en cada habitatge era de 2,37 i el nombre mitjà de persones que vivien en cada família era de 2,99.
Per edats la població es repartia de la següent manera: un 25% tenia menys de 18 anys, un 8% entre 18 i 24, un 25,7% entre 25 i 44, un 20,8% de 45 a 60 i un 20,4% 65 anys o més.
L'edat mediana era de 39 anys. Per cada 100 dones de 18 o més anys hi havia 89,4 homes.
La renda mediana per habitatge era de 25.781 $ i la renda mediana per família de 35.313 $. Els homes tenien una renda mediana de 24.821 $ mentre que les dones 20.345 $. La renda per capita de la població era de 13.729 $. Entorn del 16,4% de les famílies i el 20% de la població estaven per davall del llindar de pobresa.

## Poblacions més properes
El següent diagrama mostra les poblacions més properes.